# رافائل واران
رافائل واران (به فرانسوی: Raphaël Varane) (زاده ۲۵ آوریل ۱۹۹۳) بازیکن سابق فوتبال اهل فرانسه است. او در تاریخ ۲۵ سپتامبر ۲۰۲۴ بعد از مصدومیت جدی ای که در تمرینات باشگاه فوتبال کومو برایش پیش آمد، از دنیای فوتبال خداحافظی کرد.

## آمار ملی

### بازی‌های ملی
| فرانسه | فرانسه | فرانسه | فرانسه |
| سال    | بازی   | گل     | پاس گل |
| ------ | ------ | ------ | ------ |
| ۲۰۱۳   | ۴      | ۰      | ۰      |
| ۲۰۱۴   | ۱۳     | ۱      | ۰      |
| ۲۰۱۵   | ۱۰     | ۱      | ۰      |
| ۲۰۱۶   | ۸      | ۰      | ۰      |
| ۲۰۱۷   | ۵      | ۰      | ۰      |
| ۲۰۱۸   | ۱۴     | ۱      | ۰      |
| ۲۰۱۹   | ۱۰     | ۲      | ۱      |
| ۲۰۲۰   | ۷      | ۰      | ۰      |
| ۲۰۲۱   | ۱۲     | ۰      | ۰      |
| ۲۰۲۲   | ۱۰     | ۰      | ۰      |
| مجموع  | ۹۳     | ۵      | ۱      |

### گل‌های ملی
| شماره | تاریخ          | میزبان         | بازی ملی       | حریف    | نتیجه | رقابت                         |
| ----- | -------------- | -------------- | -------------- | ------- | ----- | ----------------------------- |
| ۱     | ۱۸ نوامبر ۲۰۱۴ | مارسی          | هفدهمین        | سوئد    | ۱–۰   | دوستانه                       |
| ۲     | ۲۶ مارس ۲۰۱۵   | سن-دنی         | هجدهمین        | برزیل   | ۱–۳   | دوستانه                       |
| ۳     | ۶ ژوئیه ۲۰۱۸   | نیژنی نووگورود | چهل و هفتمین   | اروگوئه | ۲–۰   | جام جهانی ۲۰۱۸ روسیه          |
| ۴     | ۲۲ مارس ۲۰۱۹   | کیشیناو        | پنجاه و پنجمین | مولداوی | ۴–۱   | مقدماتی جام ملت‌های اروپا ۲۰۲۰ |
| ۵     | ۱۴ نوامبر ۲۰۱۹ | سن-دنی         | شست و سومین    | مولداوی | ۲–۱   | مقدماتی جام ملت‌های اروپا ۲۰۲۰ |

## دوران حرفه ای

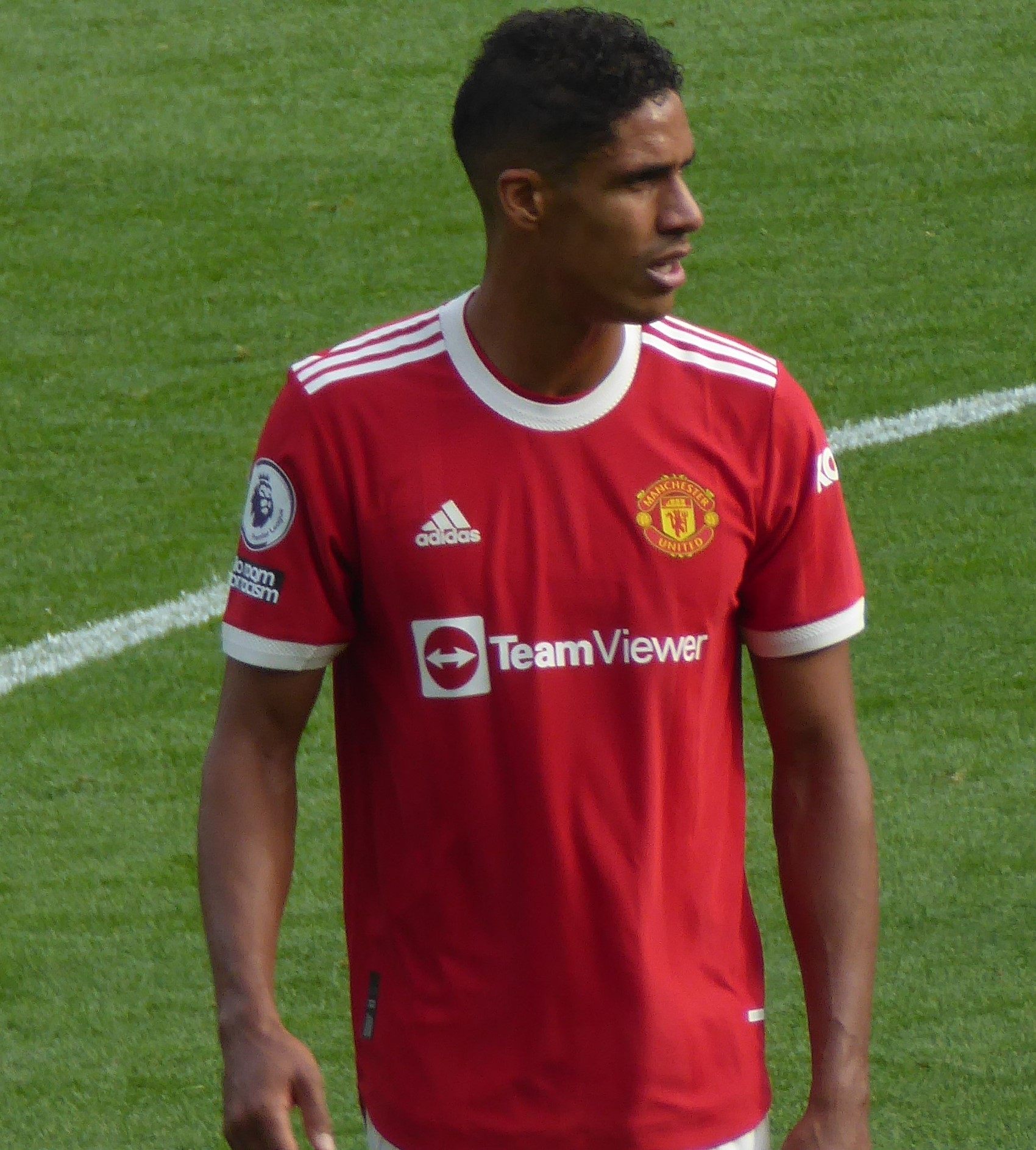
منچستر یونایتد - نیوکاسل یونایتد (4-1)، لیگ برتر، اولدترافورد، شهر متروپولیتن ترافورد، منچستر بزرگ، انگلستان، 11 سپتامبر 2021

واران فوتبال را از ۷ سالگی و از باشگاه هلمس در شهر لیل آغاز کرد. او بعد از دو سال بازی در این باشگاه، به باشگاه لن پیوست، هرچند باشگاه شهر زادگاهش، لیل، نیز به دنبال به خدمت گرفتن او بود.
او دو سال در کمپ تمرینی باشگاه لانس بود و بعد از آن به آکادمی باشگاه راه پیدا کرد. او در فصل ۲۰۰۹–۲۰۰۸در تیم زیر ۱۶ ساله‌های لانس بازی کرد و با این تیم قهرمان فرانسه شد. او تاکنون لباس تیم‌های ملی زیر ۱۸ سال و زیر ۲۱ سال فرانسه را بر تن کرده‌است. او چندین سال در تیم‌های پایه لن بازی کرد و نهایتاً برای فصل ۱۱–۲۰۱۰ به لیست تیم بزرگسالان اضافه شد. در ۷ نوامبر ۲۰۱۰ واران برای اولین بار در لیگ ۱ در بازی مقابل مون‌پلیه به میدان رفت.
اریک آسادوریان، مربی آکادمی باشگاه لن از او به عنوان «یک بازیکن واقعاً تراز اول در هر دو زمینه تاکتیکی و تکنیکی» یاد کرده‌است. وی سالیانه چهار میلیون و صد و شصت هزار یورو از این باشگاه دریافت می‌کند.
واران بعد از کارومبو دومین بازیکن تاریخ فرانسه شد که در یک سال قهرمان جام جهانی و لیگ قهرمانان می‌شود.

## عملکرد باشگاهی

### لن
دوران ظهور واران در لن بود و مورد ستایش رسانه‌های قرار گرفت و تا جایی که بازی‌های مهم با حضور او از شکست دور می‌شد. او در ژانویه ۲۰۱۱ قرارداد خود با لن تمدید کرد و در اوایل تمدید قرار داد لن با سقوط به دسته پایین‌تر و بی‌پولی دست و پنجه نرم می‌کرد، باشگاه‌های بزرگ اروپایی خواستار او شدند و در نهایت در ۲۰۱۱ با ۱۰ میلیون یورو به رئال مادرید پیوست.

### رئال مادرید

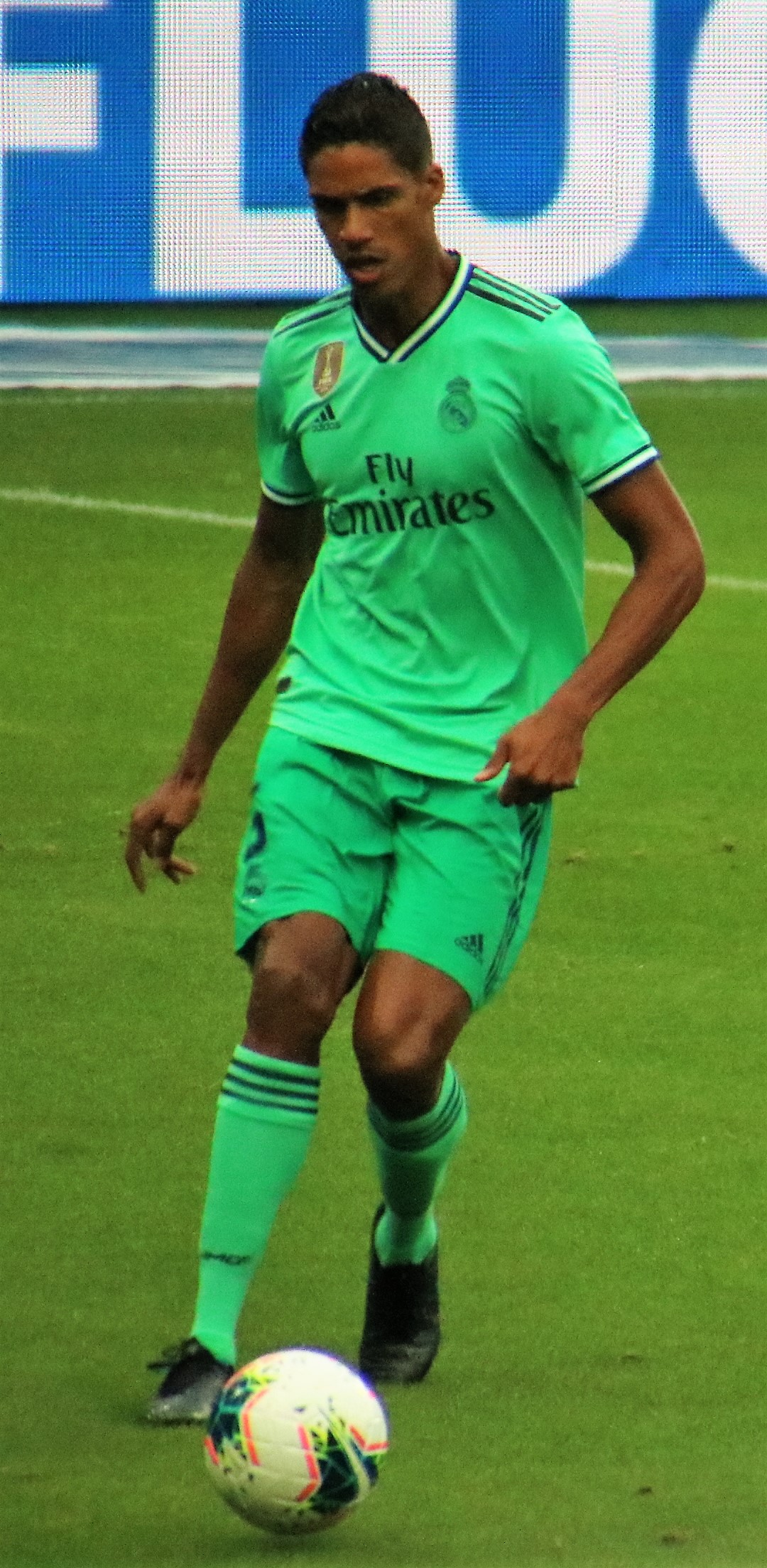
۲۰۱۹

او در ال کلاسیکو ۲۰۱۲–۲۰۱۳ در بازی رفت مقابل بارسلونا ستاره بازی شد و دفاعی مستحکم را مقابل بارسلونا به اجرا گذاشت و یک توپ را هم از خط دروازه دیگو لوپز برگرداند و گل مساوی رئال مادرید را در دقیقه ۸۲ مقابل بارسلونا به ثمر رساند و این پایانی عالی برای بازی این مدافع درخشان بود. در بازی برگشت ال کلاسیکو هم به همراه کریستیانو رونالدو ستاره بازی شد و یک گل زد تا در دو ال کلاسیکو پیاپی گلزنی کند.
آخرین به‌روز رسانی: ۲۷ تیر ۱۳۹۳
| باشگاه      | فصل     | لیگ  | لیگ | جام  | جام | اروپا | اروپا | سایر | سایر | مجموع | مجموع |
| باشگاه      | فصل     | بازی | گلت | بازی | گل  | بازی  | گل    | بازی | گل   | بازی  | گل    |
| ----------- | ------- | ---- | --- | ---- | --- | ----- | ----- | ---- | ---- | ----- | ----- |
| لن          | ۲۰۱۰–۱۱ | ۲۳   | ۲   | ۱    | ۰   | —     | —     | —    | —    | ۲۴    | ۲     |
| لن          | مجموع   | ۲۳   | ۲   | ۱    | ۰   | —     | —     | —    | —    | ۲۴    | ۲     |
| رئال مادرید | ۲۰۱۱–۱۲ | ۹    | ۱   | ۲    | ۱   | ۴     | ۰     | ۰    | ۰    | ۱۵    | ۲     |
| رئال مادرید | ۲۰۱۲–۱۳ | ۱۵   | ۰   | ۷    | ۲   | ۱۱    | ۰     | ۰    | ۰    | ۳۳    | ۲     |
| رئال مادرید | ۲۰۱۳–۱۴ | ۱۴   | ۰   | ۲    | ۰   | ۷     | ۰     | ۰    | ۰    | ۲۳    | ۰     |
| رئال مادرید | مجموع   | ۳۸   | ۱   | ۱۱   | ۳   | ۲۲    | ۰     | ۰    | ۰    | ۷۱    | ۴     |
| مجموع       | مجموع   | ۶۱   | ۳   | ۱۲   | ۳   | ۲۲    | ۰     | ۰    | ۰    | ۹۵    | ۶     |

## آمار باشگاهی
تا تاریخ ۲۹ فوریه ۲۰۲۴
| عملکرد              | عملکرد              | عملکرد              | لیگ  | لیگ | جام حذفی | جام حذفی | جام قاره ای | جام قاره ای | سایر | سایر | مجموع | مجموع |
| فصل                 | باشگاه              | لیگ                 | بازی | گل  | بازی     | گل       | بازی        | گل          | بازی | گل   | بازی  | گل    |
| ------------------- | ------------------- | ------------------- | ---- | --- | -------- | -------- | ----------- | ----------- | ---- | ---- | ----- | ----- |
| ۲۰۱۰–۲۰۱۱           | لانس                | لیگ۱                | ۲۳   | ۲   | ۱        | ۰        | ۰           | ۰           | ۰    | ۰    | ۲۴    | ۲     |
| مجموع لانس          | مجموع لانس          | مجموع لانس          | ۲۳   | ۲   | ۱        | ۰        | ۰           | ۰           | ۰    | ۰    | ۲۴    | ۲     |
| ۲۰۱۱–۲۰۱۲           | رئال مادرید         | لالیگا              | ۹    | ۱   | ۲        | ۱        | ۴           | ۰           | ۰    | ۰    | ۱۵    | ۲     |
| ۲۰۱۲–۲۰۱۳           | رئال مادرید         | لالیگا              | ۱۵   | ۰   | ۷        | ۲        | ۱۱          | ۰           | ۰    | ۰    | ۳۳    | ۲     |
| ۲۰۱۳–۲۰۱۴           | رئال مادرید         | لالیگا              | ۱۴   | ۰   | ۲        | ۰        | ۷           | ۰           | ۰    | ۰    | ۲۳    | ۰     |
| ۲۰۱۴–۲۰۱۵           | رئال مادرید         | لالیگا              | ۲۷   | ۰   | ۴        | ۲        | ۱۲          | ۰           | ۳    | ۰    | ۴۶    | ۲     |
| ۲۰۱۵–۲۰۱۶           | رئال مادرید         | لالیگا              | ۲۶   | ۰   | ۰        | ۰        | ۷           | ۰           | ۰    | ۰    | ۳۳    | ۰     |
| ۲۰۱۶–۲۰۱۷           | رئال مادرید         | لالیگا              | ۲۳   | ۱   | ۳        | ۱        | ۱۰          | ۲           | ۳    | ۰    | ۴۹    | ۴     |
| ۲۰۱۷–۲۰۱۸           | رئال مادرید         | لالیگا              | ۲۷   | ۰   | ۱        | ۰        | ۱۱          | ۰           | ۵    | ۰    | ۴۴    | ۰     |
| ۲۰۱۸–۲۰۱۹           | رئال مادرید         | لالیگا              | ۳۲   | ۲   | ۴        | ۰        | ۴           | ۰           | ۳    | ۰    | ۴۳    | ۲     |
| ۲۰۱۹–۲۰۲۰           | رئال مادرید         | لالیگا              | ۳۲   | ۲   | ۱        | ۱        | ۸           | ۰           | ۲    | ۰    | ۴۳    | ۳     |
| ۲۰۲۰–۲۰۲۱           | رئال مادرید         | لالیگا              | ۳۱   | ۲   | ۰        | ۰        | ۹           | ۰           | ۱    | ۰    | ۴۱    | ۲     |
| مجموع رئال مادرید   | مجموع رئال مادرید   | مجموع رئال مادرید   | ۲۳۶  | ۸   | ۲۴       | ۷        | ۸۳          | ۲           | ۱۷   | ۰    | ۳۶۰   | ۱۷    |
| ۲۰۲۱–۲۰۲۲           | منچستر یونایتد      | لیگ جزیره           | ۲۲   | ۱   | ۲        | ۰        | ۵           | ۰           | ۰    | ۰    | ۲۹    | ۱     |
| ۲۰۲۲–۲۰۲۳           | منچستر یونایتد      | لیگ جزیره           | ۲۴   | ۰   | ۳        | ۰        | ۵           | ۰           | ۲    | ۰    | ۳۴    | ۰     |
| ۲۰۲۳–۲۰۲۴           | منچستر یونایتد      | لیگ جزیره           | ۱۷   | ۱   | ۳        | ۰        | ۴           | ۰           | ۱    | ۰    | ۲۵    | ۱     |
| مجموع منچستریونایتد | مجموع منچستریونایتد | مجموع منچستریونایتد | ۶۰   | ۲   | ۸        | ۰        | ۱۴          | ۰           | ۳    | ۰    | ۸۸    | ۲     |
| مجموع آمار          | مجموع آمار          | مجموع آمار          | ۳۱۹  | ۱۲  | ۳۳       | ۷        | ۹۷          | ۲           | ۲۰   | ۰    | ۴۷۲   | ۲۱    |

## افتخارات

### رئال مادرید
- لا لیگا: ۲۰۱۲–۲۰۱۱، ۲۰۱۷–۲۰۱۶، ۲۰۱۹–۲۰۲۰
- کوپا دل ری: ۲۰۱۴–۲۰۱۳
- سوپر جام فوتبال اسپانیا: ۲۰۱۲، ۲۰۱۷، ۲۰۱۹
- لیگ قهرمانان اروپا:۲۰۱۴-۲۰۱۶-۲۰۱۷-۲۰۱۸
- سوپرجام اروپا:

۲۰۱۴، ۲۰۱۶، ۲۰۱۷
- جام باشگاه‌های فوتبال جهان:

۲۰۱۴، ۲۰۱۶، ۲۰۱۷، ۲۰۱۸

### تیم ملی فوتبال فرانسه
- قهرمان جام جهانی فوتبال: ۲۰۱۸
- نایب قهرمان جام جهانی فوتبال: ۲۰۲۲

### فردی
- تیم منتخب سال فیفا: ۲۰۱۸
- تیم فصل لیگ قهرمانان اروپا: ۲۰۱۷–۲۰۱۸
- تیم منتخب جام جهانی: ۲۰۱۸
- تیم سال یوفا: ۲۰۱۸